# Station Thun-le-Paradis
Station Thun-le-Paradis is een spoorwegstation in Frankrijk. Het ligt in de gemeente Meulan-en-Yvelines, aan de Spoorlijn Paris-Saint-Lazare - Mantes-Station via Conflans-Sainte-Honorine, op kilometerpunt 40,801 van die lijn.
Het station wordt aangedaan door treinen van Transilien lijn J tussen Paris Saint-Lazare en Mantes-la-Jolie over de noordoever van de Seine.

## Vorig en volgend station
| Richting        | Vorig station        | Lijn    | Volgend station | Richting           |
| --------------- | -------------------- | ------- | --------------- | ------------------ |
| Mantes-la-Jolie | Meulan - Hardricourt | Trans J | Vaux-sur-Seine  | Paris Saint-Lazare |